# Razvor
Razvor je naselje na Hrvaškem, ki upravno spada pod občino Kumrovec Krapinsko-zagorske županije.
Razvor leži okoli 1,5 km severosevernozahodno od Kumrovca. Kraj je z mejnim prehodom povezan s slovensko Bistrico ob Sotli. V Razvoru stoji poznobaročni dvorec Razvor, ki ga je gradila madžarska plemiška družina Erdödy v drugi polovici 18. stoletja. Poleg velike arhitekturne vrednosti je dvorec tudi zgodovinsko pomemben zaradi povezanosti s prvo hrvaško operno primadono Sidonijo Rubido Erdödy (1818−1884).

## Demografija
| Pregled števila prebivalcev po letih | Pregled števila prebivalcev po letih | Pregled števila prebivalcev po letih | Pregled števila prebivalcev po letih | Pregled števila prebivalcev po letih | Pregled števila prebivalcev po letih | Pregled števila prebivalcev po letih | Pregled števila prebivalcev po letih | Pregled števila prebivalcev po letih | Pregled števila prebivalcev po letih | Pregled števila prebivalcev po letih | Pregled števila prebivalcev po letih | Pregled števila prebivalcev po letih | Pregled števila prebivalcev po letih | Pregled števila prebivalcev po letih |
| ------------------------------------ | ------------------------------------ | ------------------------------------ | ------------------------------------ | ------------------------------------ | ------------------------------------ | ------------------------------------ | ------------------------------------ | ------------------------------------ | ------------------------------------ | ------------------------------------ | ------------------------------------ | ------------------------------------ | ------------------------------------ | ------------------------------------ |
| 1857                                 | 1869                                 | 1880                                 | 1890                                 | 1900                                 | 1910                                 | 1921                                 | 1931                                 | 1948                                 | 1953                                 | 1961                                 | 1971                                 | 1981                                 | 1991                                 | 2001                                 |
| 271                                  | 288                                  | 316                                  | 324                                  | 304                                  | 358                                  | 316                                  | 299                                  | 292                                  | 266                                  | 248                                  | 236                                  | 214                                  | 226                                  | 227                                  |